# Weichhaus (Pommersfelden)
Weichhaus ist ein Wohnplatz der Gemeinde Pommersfelden im Landkreis Bamberg (Oberfranken, Bayern).

## Geografie
Die aus zwei Gebäuden bestehende Einöde liegt im Waldgebiet Weich. Unmittelbar südwestlich befindet sich der Goldberg (302 m ü. NHN). Im Westen grenzen die Flurgebiete Weichgraben, Bollenleite und Laub an. Ein Wirtschaftsweg führt zu einer Gemeindeverbindungsstraße etwa einen Kilometer südöstlich von Pommersfelden.

## Geschichte
Bei der Vergabe der Hausnummern Ende des 18. Jahrhunderts erhielt das Anwesen Haus Nr. 79 von Pommersfelden. Pommersfelden bestand zu dieser Zeit nur aus 79 Anwesen. Da die Hausnummerierung nach deren Alter erfolgte, kann daraus geschlossen werden, dass es um diese Zeit gegründet wurde. Es diente als Jägerhaus und wurde ursprünglich auch so bezeichnet. Erst später wurde es Waichhaus bzw. Weichhaus genannt. Nach 1900 wurde es nicht mehr als Ortsteil geführt. Seit wann die Einöde unbewohnt ist, kann nicht geklärt werden.

### Einwohnerentwicklung
| Jahr      | 001861 | 001871 | 001885 | 001900 |
| Einwohner | 3      | 4      | 3      | 3      |
| Häuser    |        |        | 1      | 1      |
| Quelle    | [ 4 ]  | [ 5 ]  | [ 6 ]  | [ 7 ]  |